# Municipio de Tlacoapa
El municipio de Tlacoapa es uno de los 85 municipios que conforman el estado mexicano de Guerrero. La cabecera del municipio es la localidad de Tlacoapa.

## Toponimia
El nombre Tlacoapa proviene del náhuatl se interpreta como "río de las jarillas".

Cecilio Robelo, en su obra «Sinopsis Toponímica Nahoa» señala que la palabra Tlacopan significa "sobre la jarilla".

## Geografía
El municipio integra la Región de La Montaña, entre 700 y 2900 m s. n. m. de altitud.
Sus coordenadas geográficas extremas son 98°52'53.04" W - 98°40'33.24" W de longitud oeste y 17°04'10.56" N - 17°20'57.12" N de latitud norte.
Tlacoapa tiene una superficie aproximada de 280 km². Limita al este con el municipio de Malinaltepec, al noreste con el municipio de Copanatoyac, al oeste con el municipio de Zapotitlán Tablas, al sur con el municipio de San Luis Acatlán y al suroeste con el municipio de Acatepec.
Según la clasificación climática de Köppen, el clima corresponde al tipo Aw - Tropical seco.
La totalidad de la superficie del municipio está incluida dentro de la Sierra Madre del Sur. Las principales elevaciones son los cerros El Coral, Apetzuca, Colorado y Ahuitlatzala.

El recurso hídrico del municipio se basa en los cursos de la cuenca de los ríos Papagayo y Tlapaneco.

## Demografía
De acuerdo a los resultados del Censo de Población y Vivienda de 2020 realizado por el Instituto Nacional de Estadística y Geografía, la población total del municipio es de 10 092 habitantes, lo que representa un crecimiento promedio de 0.13% anual en el período 2010-2020 sobre la base de los 9967 habitantes registrados en el censo anterior. Al año 2020 la densidad del municipio era de 36,05 hab/km².
| Gráfica de evolución demográfica de Municipio de Tlacoapa entre 2000 y 2020 |
|                                                                             |
| Fuente: Instituto Nacional de Estadística Geografía e Informática           |

El 46.9% de los habitantes eran hombres y el 53.1% eran mujeres. El 81.3% de los habitantes mayores de 15 años (5343 personas) estaba alfabetizado. 

Más del 90% de la población, (9298 personas), es indígena.
En el año 2010 estaba clasificado como un municipio de grado muy alto de vulnerabilidad social, con el 58.45% de su población en estado de pobreza extrema. Según los datos obtenidos en el censo de 2020, la situación de pobreza extrema afectaba al 49.8% de la población (5201 personas).

### Localidades
En el censo de 2020 el municipio de Tlacoapa contaba con 63 localidades.
| Código INEGI      | Localidad         | Población (2020) |
| ----------------- | ----------------- | ---------------- |
| 120630001         | Tlacoapa          | 1 781            |
| 120630015         | Totomixtlahuaca   | 1 152            |
| Otras localidades | Otras localidades | 7 159            |
| Total municipal   | Total municipal   | 10 092           |

## Salud y educación
En 2010 el municipio tenía un total de 8 unidades de atención de la salud, con 18 personas como personal médico. Existían 26 escuelas de nivel preescolar, 24 primarias, 5 secundarias y 24 escuelas primarias indígenas.

## Actividades económicas
Según el número de unidades destinadas a cada sector, las principales actividades económicas del municipio son el comercio minorista, la prestación de servicios de alojamiento temporal y preparación de alimentos y bebidas y, en menor escala, la elaboración de productos manufacturados y las agrícolas.